# Vår-Frelsers-Kirche (Rogaland)
1. WEITERLEITUNG Vår Frelsers kirke (Haugesund)